# Gotlib Roninson
Gotlib Roninson, ros. Готлиб Михайлович Ронинсон (ur. 12 lutego 1935 w Wilnie, zm. 25 grudnia 1991 w Moskwie) – radziecki aktor teatralny i filmowy pochodzenia żydowskiego.
W 1945 ukończył studia w Instytucie Teatralnym im. B. Szczukina.
Został pochowany na Cmentarzu Wwiedieńskim w Moskwie.

## Nagrody i odznaczenia
- Zasłużony Artysta RFSRR (27 listopada 1970);
- Ludowy Artysta RFSRR (5 września 1989)[1].

## Filmografia
- 1951 - Proszczaj, Amierika! (ros. Прощай, Америка!) - epizod;
- 1953 - Okręty szturmują bastiony (ros. Корабли штурмуют бастионы) - Orfano;
- 1953 - Admirał Uszakow (ros. Адмирал Ушаков);
- 1962 - Kubinskaja nowiełła (ros. Кубинская новелла) (krótkometrażowy) - barman;
- 1966 - Złodziej samochodów (ros. Берегись автомобиля) - Jakow Michajłowicz;
- 1968-1981 - Kabaczok «13 stuljew» (ros. Кабачок "13 стульев") (spektakl filmowy) - pan Stanisław;
- 1968 - Urok litieratury (ros. Урок литературы);
- 1968 - Zakręt szczęścia (ros. Зигзаг удачи);
- 1968 - Wriemiena goda (ros. Времена года);
- 1970 - Ucieczka (ros. Бег);
- 1971 - Na rabunek (ros. Старики-разбойники);
- 1971 - Dwanaście krzeseł (ros. 12 стульев);
- 1972-1973 - Bolszaja pieriemiena (ros. Большая перемена);
- 1972 - Ziemla, do wostriebowania (ros. Земля, до востребования);
- 1972 - Zapiski Pikwikskogo kłuba (ros. Записки Пиквикского клуба) (spektakl filmowy);
- 1973 - Rajskije jabłoczki (ros. Райские яблочки);
- 1974 - Chożdienije po mykam (ros. Хождение по мукам);
- 1974 - Tieatr Kłary Gazul (ros. Театр Клары Газуль) (spektakl filmowy);
- 1974 - Otwietnaja miera (ros. Ответная мера);
- 1975 - Raba liubwi (ros. Раба любви);
- 1975 - To niemożliwe! (ros. Не может быть!);
- 1975 - Szczęśliwego Nowego Roku (ros. Ирония судьбы, или С лёгким паром!);
- 1975 - Afonia (ros. Афоня);
- 1976 - Wołszebnyj krug (ros. Волшебный круг);
- 1977 - Fantazii Wiesnuchina (ros. Фантазии Веснухина);
- 1978 - Miesiac dlinnych dniej (ros. Месяц длинных дней) (spektakl filmowy) - lektor;
- 1978 - Liekarstwo protiw stracha (ros. Лекарство против страха);
- 1980 - Obiednom gusarie zamołwite słowo (ros. О бедном гусаре замолвите слово);
- 1980 - Jesli by ja był naczalnikom... (ros. Если бы я был начальником...);
- 1980 - Atłanty i kariatydy (ros. Атланты и кариатиды);
- 1980 - Adam żenitsa na Jewie (ros. Адам женится на Еве);
- 1982 - Wozwraszczenije riezidenta (ros. Возвращение резидента);
- 1987 - Diesiatʹ dniej, kotoryje potriasli mir (ros. Десять дней, которые потрясли мир) (spektakl filmowy)
- 1990 - Samoubijca (ros. Самоубийца);
- 1990 - Moj muż - inopłanietianin (ros. Мой муж - инопланетянин);
- 1991 - Po Tagankie chodiat tanki (ros. По Таганке ходят танки) - lekarz[1].